# Романій Андрій Станіславович
Андрій Станіславович Романі́й (нар. 6 грудня 1970, Дніпропетровськ) — український актор і режисер, заслужений артист України, до 2014 року провідний актор Донецького академічного українського музично-драматичного театру.

## Життєпис
Народився в Дніпропетровську. Закінчив Дніпропетровське театральне училище. Разом з товаришем Михайлом Кришталем поїхав до Донецька, де пройшов огляд художньої ради і отримав запрошення працювати в Донецькому музично-драматичному театрі, але відмовився від нього. Далі служив у військах ППО швидкого реагування. Після поранення був представлений до нагороди. По закінченню служби повернувся в Донецьк і з 1989 року почав працювати в трупі Донецького музично-драматичного театру.
Перша роль — принц Тарталія у виставі «Золотий апельсин».
Постановка «У джазі лише дівчата» за участю Андрія Романія отримала Гранпрі фестивалю «Театральний Донбас-2006», стала найкращою виставою VIII Міжнародного фестивалю «Мельпомена Таврії». Сам актор був відзначений дипломом за найкращу акторську роботу.
У виставі за п'єсою Едварда Олбі «Хто боїться Вірджинії Вульф?» виступив як співрежисер.
У рейтингу «Топ Донбасу», що проводиться виданням «Острів» посів друге місце в категорії «Перспектива Донбасу (культура)»
Визнаний найкращим комедійним артистом в Україні за 2005 рік — отримав премію Національної спілки театральних діячів України імені Володимира Довганюка.
Знявся в телесеріалі «Вечірка»
Працював ведучим телевізійної програми «Кіносвіт» на телеканалі «Україна».
Разом з Михайлом Кришталем написав гімн Донецького національного університету.
Під час російського вторгнення на Донбас Романій підтримував українську владу. У подальшому не переоформлювся на роботу у своєму театрі, підконтрольному ДНР, а перебрався на постійне проживання до Києва. У травні 2015 дебютував у Національному театрі імені Франка у виставі на камерній сцені «Дівка. Українська love story» за п’єсою Віри Маковій (режисер Олена Роман). Андрій Романій зіграв у ній дядька Митрофана — невдаху, напівбомжа. В інтерв'ю Романій висловив свій захват позитивним і дружнім ставленням до нього з боку київських акторів. У Донецьку в нього лишилася колишня дружина, з малолітнім сином, тому актор був змушений їздити туди у середньому раз на місяць.

## Родина
1 червня 2011 Андрій Романій одружився з артисткою балету Оленою Володько. Урочиста церемонія одруження проходила в парку Щербакова. В подальшому пара розлучилася, син від цього шлюбу лишився жити з Оленою в Донецьку. У Андрія Романія є ще два, старші, сини, станом на травень 2015 старший з них мешкає у Дніпропетровську, молодший в Сумах.

## Ролі в театрі
- «Хто боїться Вірджинії Вульф?»[3] — Джордж[9][10]
- «Скандал у Гранд-Опера, або Знайдіть тенора» — Макс[2]
- «Ці вільні метелики» — Дон
- «У джазі лише дівчата» — Джо (Жозефіна) [11][12][13]
- «Ladies night. Тільки для жінок»[14][15][16]
- «За двома зайцями» — Голохвастов[17][18]
- «Милий друг» — Жорж Дюруа
- «Кохання в стилі бароко» — Степан
- «Золотий апельсин» — принц Тарталія
- «Боїнг-Боїнг» —Бернар[12][19]
- «Історія кохання»
- «Ревізор» — Хлестаков[20][21]
- «Без вини винуваті»[22]
- «Зойкина квартира» — Аметистов[22][23]
- «Дивакуватий Журден» —Ковьєль, Пан Дебрі[22][24]
- «Поминальна молитва» — Мотл[25]
- «Учитель танців» — Альдемаро[26]
- «Коломба» — Арман
- «Донна Люція» — Баберлей
- «Бал злодіїв» — Гюстав
- «Турецька шаль» — Угодкін
- «Темна історія» — Міллер
- «Дерева вмирають стоячи» — Директор
- «Мандрагора» — Лігурія
- «Як важливо бути серйозним» — Джон Вордінг
- «Шельменко-денщик» — Капітан Скворцов
- «Маленькі трагедії» — Альбер,Вальсенгам, Дон Гуан
- «Бонжур, мадам Одарія!» — Йосип Скорик
- «Плутні Скапена» — Леандр
- «Соло для годин з боєм» — Павло Есенський
- «Діамантовий дим» — Остап Бендер
- «Енеїда» — Гоша, Паланта
- «Ходжа Насреддін проти Еміра Бухарського» — Ходжа Насреддін
- «Скляний звіринець» — Том
- Гра «S.T.A.L.K.E.R. 2: Heart of Chornobyl» — Полковник Коршунов

### Київський національний театр імені Івана Франка
- «Дівка. Українська love story» за п'єсою Віри Маковій (режисер Олена Роман) — дядько Митрофан
- «Три товариші» за романом Еріха Марії Ремарка (режисер Юрій Одинокий) — Отто

## Інша участь у виставах
- «Хто боїться Вірджинії Вульф?» — режисер[3]
- «Історії нашого двору» — музичне оформлення[27]
- «Дивакуватий Журден» — консультант з фехтування[24]

## Нагороди
- Диплом за найкращу чоловічу роль регіонального фестивалю «Театральний Донбас — 96»
- Подяка Міністерства культури та мистецтв України (1997)
- Диплом за найкращу чоловічу роль регіонального фестивалю «Театральний Донбас — 98»
- Лауреат всеукраїнської акції «Золота фортуна-1998» в номінації «Найкращий різноплановий актор року»
- Диплом всеукраїнського театрального фестивалю "До нас їде " Ревізор ""
- І премія за найкращу чоловічу роль регіонального фестивалю «Театральний Донбас — 2000»
- Гран-прі театрального фестивалю «Таврійські ігри-98»
- Заслужений артист України (2001)[28]
- Срібна медаль Академії мистецтв України (2003)
- Диплом за найкращу чоловічу роль другого плану Регіонального фестивалю «Театральний Донбас — 2004»
- Премія ім. А.Довганюка «Найкращий комедійний актор року» (2005)
- Диплом за найкращу чоловічу роль регіонального фестивалю «Театральний Донбас-2006»
- Диплом за найкращу чоловічу роль міжнародного театрального фестивалю «Мельпомена Таврії» (2006)